# Архиепархия Шэньяна
 Архиепархия Шэньяна  (лат.  Archidioecesis Fomtienensis) — архиепархия Римско-Католической церкви с центром в городе Шэньян, Китай. В митрополию Шэньяна входят епархии Жэхэ, Инкоу, Сыпина, Фушуня, Цзилиня, Чифэна, Яньцзи. Кафедральным собором архиепархии Шэньяна является церковь Святейшего Сердца Иисуса. С 1978 года кафедра архиепархии является вакантной.

## История
14 августа 1838 года Римский папа Григорий XVI издал бреве Ex debito, которым учредил апостольский викариат Ляодуна, выделив его из епархии Пекина.
28 августа 1840 года апостольский викариат Ляодуна передал часть своей территории в пользу возведения нового апостольского викариата Монголии (сегодня — Епархия Чунли-Сиваньцзы) и был переименован в апостольский викариат Ляотуна и Маньчжурии.
В 1898 году апостольский викариат Ляодуна и Маньчжурии передал часть своей территории новому апостольскому викариату Северной Маньчжурии (сегодня — Епархия Цзилиня) и был переименован в апостольский викариат в апостольский викариат Южной Маньчжурии.
В 1924 году апостольский викариат Южной Маньчжурии был переименован в апостольский викариат Шэньяна.
2 августа 1929 года и 4 февраля 1932 года апостольский викариат Шэньяна передал часть своей территории апостольским префектурам Шепингкая (сегодня — Епархия Сыпина) и Фушуня (сегодня — Епархия Фушуня).
11 апреля 1949 года Римский папа Пий XII издал буллу Quotidie Nos, которой преобразовал апостольский викариат Шэньяна в архиепархию.
14 июля 1949 года архиепархия Шэньяна передала часть своей территории новой епархии Инкоу.
В 1981 году китайское правительство объединило епархии Инкоу, Фушуня, Цзиньчжоу и архиепархию Шэньяна в одну, дав ей имя епархия Ляонина. Это одностороннее изменение не было принято Святым Престолом.

## Ординарии архиепархии
- Епископ Emmanuel-Jean-François Verrolles (11.12.1838 — 29.04.1878);
- епископ Constant Dubail (23.05.1879 — 7.12.1887);
- епископ Louis-Hippolyte-Aristide Raguit (23.03.1888 — 17.05.1889);
- епископ Laurent Guillon (28.12.1889 — 2.07.1900);
- епископ Marie-Félix Choulet (21.02.1901 — 1.07.1920);
- епископ Jean-Marie-Michel Blois (19.12.1921 — 18.05.1946);
- архиепископ Игнатий Пи Шуши (26.07.1949 — 16.05.1978);
  - Sede vacante (c 16.05.1978 — по настоящее время).

## Источник
- Annuario Pontificio, Libreria Editrice Vaticana, Città del Vaticano, 2003, ISBN 88-209-7422-3
- Бреве Ex debito, Bullarium pontificium Sacrae congregationis de propaganda fide, V, Romae 1841, стр. 171—172 Архивная копия от 2 апреля 2015 на Wayback Machine  (лат.)
- Бреве Ex debito Архивная копия от 26 октября 2013 на Wayback Machine  (итал.)
- Булла Quotidie Nos Архивная копия от 27 марта 2010 на Wayback Machine, AAS 38 (1946), стр. 301  (лат.)